# Región Lerma-Chapala
La Región Lerma-Chapala o Región Zamora, también conocida como Región Ciénega, es una de las diez regiones socioeconómicas en las que se divide el estado de Michoacán para la planeación de las acciones, promover el desarrollo y satisfacer las necesidades de la población. Fue conformada a través del Plan Estatal de Desarrollo 2003-2008 del gobierno del estado. Se localiza al noroccidente del estado.
Gran parte de los municipios de la región conforman el bajío zamorano, mientras que casi todo el noroeste de la región pertenece a la Ciénega de Chapala.

## Geografía

### Relieve, edafología
La región está conformada por una mayor proporción de valles que montañas, a comparación con otras regiones del estado: los valles presentan una altitud de entre 1500-1800 m s. n. m. y son separados entre sí por montañas con alrededor de 2000 metros de altitud.
De un modo más detallado, el territorio se puede subdividir en distintas regiones físico-geográficas, un tipo de unidades espaciales jerarquizadas que presentan unidad interna y homogeneidad en su relieve y morfología. De tal modo, la región Lerma-Chapala se encuentra enmarcada dentro de la provincia del Eje Neovolcánico. Al suroeste y centro de la región se ubica la subprovincia de las sierras de Jalisco que se extienden al interior del territorio michoacano, entre las que se encuentran la sierra de Pajacuarán y la sierra de Tarecuato ―al norte del valle de Cotija―, de orígenes volcánico y téctono-volcánico y formadas durante el Mioceno-Plioceno a consecuencia de la subducción de la placa de Cocos bajo la Norteamericana. En la zona centro y norte se halla la depresión de Chapala, conformada de manera general por la ciénega de Chapala, los valles de Chavinda y Zamora y algunas montañas de origen volcánico; la depresión se originó como consecuencia de la actividad tectono-volcánica, lo que ha dado lugar a fallas extensionales con sistemas de horst-graben. Al este de la región, solo en los municipios de Purépero, Tlazazalca y parte de Tangancícuaro, se ubica la subprovincia de Sierras y Bajíos Michoacanos ―que se extiende hasta Zinapécuaro―, en la que se destacan la sierra de Purépero, de origen volcánico, y los valles de Guadalupe y de Tangancícuaro. Finalmente, al sur se encuentra parte de la Meseta Purépecha, siendo lo más representativo de la parte regional la sierra de Patambam.
En la región se presentan dos manifestaciones geotérmicas: la de Ixtlán de los Hervores y la de Los Negritos, en el municipio de Villamar.
En cuanto al tipo de suelo de la región, predomina el vertisol: un suelo arcilloso y negro que se hincha con la humedad y se agrieta cuando está seco.

### Hidrografía

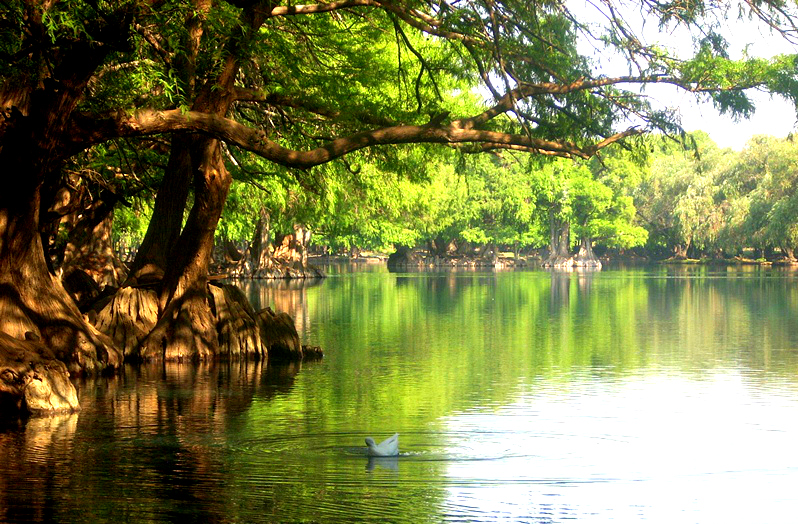
Parque Nacional Lago de Camécuaro.

En épocas anteriores, la región estaba compuesta por muchos lagos que intercambiaban sus aguas, dado lo cual se le denominó a esta zona como «ciénega» ya que los valles, si no figuraban como lagos, eran humedales o pantanos con tules y carrizos; en las zonas más altas se encontraban matorrales y vegetación arbórea en las puntas de las montañas. Las principales cuencas de la región son las del río La Pasión, río Duero y río Lerma, los cuales vierten sus aguas al lago de Chapala.

#### Lagos y presas
- Lago de Camécuaro. En el municipio de Tangancícuaro se encuentra el «Parque nacional Lago de Camécuaro», constituido por manantiales que forma un gran espejo de agua, cuya poca profundidad intensifica el efecto azulado de sus aguas cristalinas que alcanzan aproximadamente una extensión de 1400 metros de largo y 100 de anchura. En su entorno está rodeado por ahuehuetes con grandes raíces. La zona cuenta con servicios sanitarios, área de alimentos, espacios para realizar campamentos, lanchas para recorridos, así como hotel y canchas deportivas.
- Lago de Junguarán. Manantial ubicado en el municipio de Tangancícuaro, rodeado de ahuehuetes.
- Lago de Cupatitzio. Es un manantial de aguas cristalinas ubicado en el municipio de Tangancícuaro.

- Lago de Orandino. Lago formado por un manantial ubicado cerca de Jacona de Plancarte. Se practica la pesca y el ecoturismo.
- Presa de Verduzco (Lago de Curutarán). Presa ubicada a las faldas del cerro del Curutarán en el inicio del río Celio.
- Lago de la Estancia. Manantial ubicado en el municipio de Jacona. Se encuentra rodeado de árboles de ahuehuete.

- Parque Ojo de agua. Es un lago ubicado en el municipio de Chilhota.
- Manantial de Ostacuro. Este manantial está a 3 km de Chilchota, se practica la pesca.

#### Distritos de riego
En la región se localizan el Distrito de riego 024, un complejo sistema de canales en la Ciénega de Chapala que coincide con los acuíferos de la Ciénega de Chapala y Briseñas-Yurécuaro; y el Distrito de riego 061, sobre el acuífero de Zamora, conformado por canalizaciones en la cuenca del río Duero.

### Clima
El clima predominante es subtropical subhúmedo (Cwa) de acuerdo con la clasificación climática de Köppen–Geiger. La temperatura mínima promedio es de 8 °C, y la máxima promedio es de 30 °C.

### Problemas ambientales
Existen varios problemas ambientales que se presentan en la región, entre ellos se destacan la sobreexplotación de los acuíferos, la grave erosión del suelo, la ocurrencia de inundaciones en las riberas del río Lerma y el lago de Chapala, así como diversas granizadas y heladas que se producen en las partes media y alta del río Duero.

## Demografía
| Gráfica de evolución demográfica de Región Lerma-Chapala entre 1950 y 2020                                  |
| |
| Población de los censos y conteos del Instituto Nacional de Estadística y Geografía (INEGI) de 1950 a 2020. |

En 2020 la región contaba con 619 450 habitantes, entre los cuales 299 923 eran hombres y 319 527 eran mujeres, lo que representa el 13.04 % de la población del estado. Ocupa además una superficie de 3525.4 km² (6 % de la superficie estatal), lo que determina en el año 2020 una densidad de 175.71 hab/km². 
La tasa de natalidad regional en 2019 era de 18.5 nacimientos por cada mil habitantes, algo inferior a la tasa de 19.5 registrada en el estado; el dato es congruente con la tasa de crecimiento poblacional registrada desde 1960, ya que después de ese año se ha encontrado por debajo de la media estatal. La tasa de mortalidad en 2019 se encontraba en 5.57 muertes por cada mil habitantes y la tasa de mortalidad infantil en 9.17 defunciones por mil nacidos vivos.
De acuerdo con el Índice de Marginación 2020, el 70.8 % de sus habitantes se encontraba en el grado de marginación «muy bajo», el 24.1 % en el grado «bajo» y 5.1 % en el grado «medio». El acceso de agua entubada alcanzaba el 97 % de viviendas abastecidas; el 98.51 % de ellas tenía drenaje y el 99.7 %, energía eléctrica. En 2015 los municipios de región presentaban un índice de desarrollo humano que variaba entre «medio» y «alto».

### Zonas metropolitanas

Mapa de los municipios de la Zona metropolitana de Zamora.

Zona conurbada de Sahuayo.

| Zona metropolitana            | Municipio           | Población |
| ----------------------------- | ------------------- | --------- |
| Zona metropolitana de Zamora  | Zamora              | 204 860   |
| Zona metropolitana de Zamora  | Jacona              | 68 781    |
| Zona metropolitana de Zamora  | Tangancícuaro       | 35 256    |
| Zona metropolitana de Zamora  | Total               | 308 897   |
| Zona metropolitana de Sahuayo | Sahuayo             | 78 477    |
| Zona metropolitana de Sahuayo | Jiquilpan           | 36 158    |
| Zona metropolitana de Sahuayo | Venustiano Carranza | 23 469    |
| Zona metropolitana de Sahuayo | Villamar            | 15 864    |
| Zona metropolitana de Sahuayo | Total               | 153 968   |

### Zona conurbada

Zona conurbada de La Barca-Briseñas.

| Zona conurbada                      | Municipio | Población |
| ----------------------------------- | --------- | --------- |
| Zona conurbada de La Barca-Briseñas | La Barca  | 67 937    |
| Zona conurbada de La Barca-Briseñas | Briseñas  | 11 681    |
| Zona conurbada de La Barca-Briseñas | Total     | 79 193    |

## Economía
La región dispone de muchos valles destinados a la agricultura de riego, primordialmente en la Ciénega de Chapala y el valle de Zamora. Debido al tipo de suelo, y junto con la abundancia de recursos hídricos, la región es una importante zona agrícola en donde se cultiva trigo, maíz, sorgo, cebolla, papa, tomate y fresa, siendo esta última, junto con otras berries, los productos más importantes. En 2023, Michoacán era el primer productor de fresa a nivel nacional, con 326 191 toneladas anuales; Zamora aporta al total un 32.22 %; Tangancícuaro, 16 %; y Jacona, 11.8 %, entre otros municipios productores. Así, México se ha convertido en el quinto productor de fresa a nivel mundial.

## Educación
En el año 2020, el 7.63 % de los habitantes de la región eran analfabetos, un porcentaje levemente mayor al promedio estatal de 7.03 %. En cuanto a la formación educativa, el 63.6 % de la población había completado la educación básica, frente al 60.2 % de la media estatal. En el nivel medio superior el porcentaje regional se situaba en 12.8 %, mientras que en todo Michoacán se encontraba en 13.9 %. Para el nivel superior los niveles de estudio eran más altos a los del estado, con un 9.4 % regional frente a un 11.92 % estatal. Por último, el grado promedio de escolaridad en la región es de 7.92, prácticamente igual al grado promedio de la entidad (7.88).

### Principales instituciones de educación superior
La región cuenta con diversas instituciones de educación superior pública como el Instituto Tecnológico de Jiquilpan, el Instituto Tecnológico de Estudios Superiores de Zamora, la Universidad de la Ciénega del Estado de Michoacán de Ocampo y la Universidad Michoacana de San Nicolás de Hidalgo (Campus Zamora). Del mismo modo, cuenta con tres sedes de la Universidad para el Bienestar Benito Juárez García en Cojumatlán de Régules, Pajacuarán y Villamar.

### Instituciones de educación e investigación cultural
- El Colegio de Michoacán
- Unidad Académica de Estudios Regionales (UNAM)
- Centro Interdisciplinario de Investigación para el Desarrollo Integral Regional (Unidad Michoacán)